# Prefektura Orientu

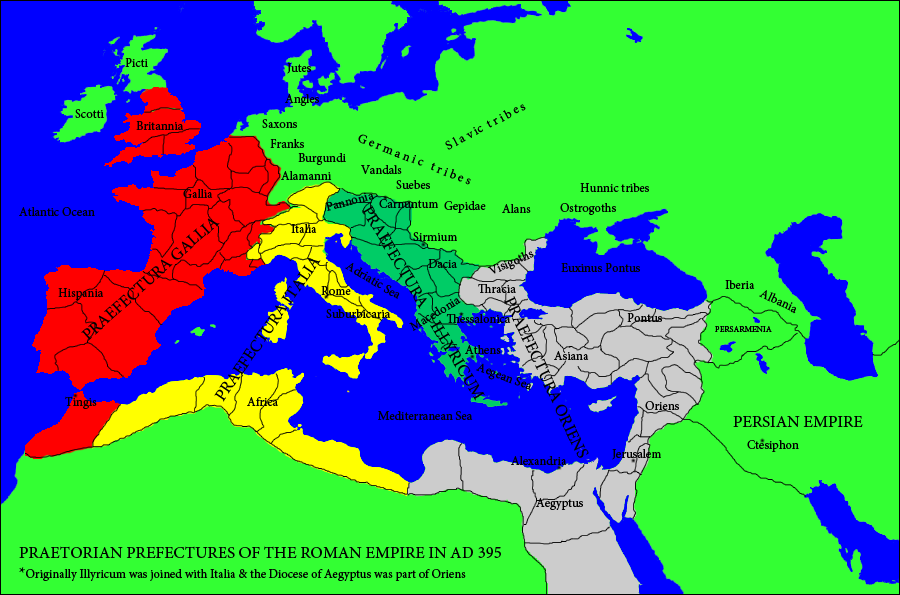
Prefektury, diecezje i prowincje rzymskie w roku 395 n.e.

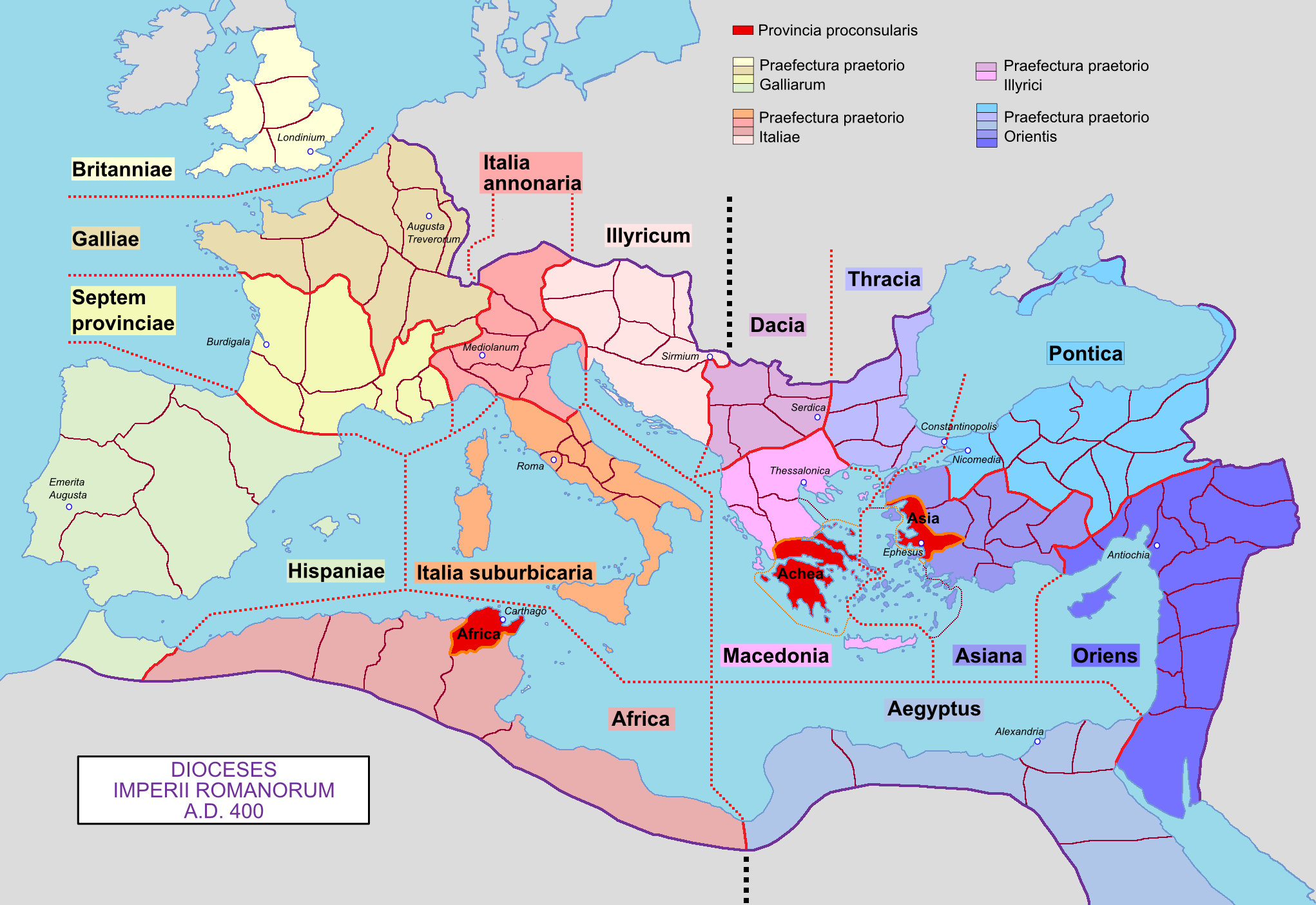
Prefektury, diecezje i prowincje rzymskie w roku 400 n.e.

Prefektura Orientu (Prefektura Wschodu, łac. Praefectura praetorio Orientis) – jednostka podziału administracyjnego w Cesarstwie Rzymskim w ostatnim okresie przed podziałem na Cesarstwo zachodniorzymskie i Cesarstwo wschodniorzymskie (Bizantyńskie).
Prefektura ustanowiona została przez cesarza Konstantyna I Wielkiego ok. 326–328 r. n.e. w ramach reformy administracyjnej ustanawiającej trzystopniową organizację Cesarstwa. Cztery prefektury podzielone były na diecezje cywilne, te zaś z kolei na prowincje. Utworzono ją wraz z pozostałymi trzema prefekturami: Prefekturą Galii (Praefectura praetorio Galiarum), Prefekturą Ilirii (Praefectura praetorio Illyrici) i Prefekturą Italii (Praefectura praetorio Italiae).
Koncepcja czterech prefektur nawiązywała do idei organizacji Cesarstwa i systemu rządów w ramach tetrarchii wprowadzanej przez cesarza Dioklecjana od roku 286.
Na Prefekturę Orientu składały się cywilne diecezje:
- Tracja – Dioecesis Thraciae
- Asiana – Dioecesis Asiana
- Pontica – Dioecesis Pontica
- Oriens – Dioecesis Orientis (Oriens)
- Aegyptus – Dioecesis Aegypti

Pierwszym prefektem Wschodu (w latach 329–337/338) był Flavius Ablabius, konsul rzymski w roku 331.
Po podziale cesarstwa wraz ze śmiercią Teodozjusza I Wielkiego w roku 395 prefektura Wschodu weszła w skład Cesarstwa wschodniorzymskiego.